# Malik Ghiyath al-Din
Malik Ghiyath al-Din fou malik de la dinastia Kart d'Herat.
Era germà de Malik Fakhr al-Din que va morir en lluita contra les forces militars d'Oldjeitu (26 de febrer de 1307). Ghiyat al-Din el va succeir i immediatament va reconèixer al kan Oldjeitu i va resoldre el conflicte. Es va lliurar del seu germà Ala al-Din, que havia arribat a governar com a delegat a Herat del pare Malik Shams al-Din II, i al que estava enfrontat, ja que aspirava al poder, i el qual va morir el 1314/1315.
Encara que fou sovint acusat de deslleialtat en realitat es va mostrar sempre com un vassall lleial, ajudant en la tasca de rebutjar la invasió de territori ilkhànida des de Transoxiana el 1315/1316 (per part del kan txagatai Yasaur).
Després d'això va iniciar una política de certa expansió territorial; va fer el pelegrinatge a la Meca (agost de 1326), deixant com a delegat en la seva absència al seu fill Shams al-Din Muhammad, i pel camí va anar a retre homenatge al Il-Khan Abu Said Bahadur Khan (successor d'Oldjeitu el 1316) i va obtenir una confirmació del diploma d'investidura que ja li havia concedit el 1317.
El 1328/1329 quan l'amir Coban (Čoban o Čūbān) va haver de fugir de Pèrsia i es va refugiar a Herat, i li va donar asil, però stomès a les pressions del kan, el va empresonar i finalment el va executar junt amb el seu fill, i va enviar els dos caps a Abu Said.
Poc després va morir Ghiyath al-Din (1329) i en tres anys van pujar al tron tres dels seus fills, primer Malik Shams al-Din III; després el seu germà Malik Hafez; i finalment Malik Muizz al-Din.